# Cratere Harvey
Harvey è un cratere lunare di 59,98 km situato nella parte nord-orientale della faccia nascosta della Luna.